# Lagartera
Lagartera település Spanyolországban, Toledo tartományban. Lagartera Candeleda, Oropesa, Torrico, Herreruela de Oropesa és Calzada de Oropesa községekkel határos. Lakosainak száma 1315 fő (2024).

## Népesség
A település népessége az utóbbi években az alábbiak szerint változott:
| Lakosok száma | 1813 | 1652 | 1591 | 1596 | 1558 | 1505 | 1422 | 1369 | 1292 | 1315 |
|               | 2001 | 2004 | 2007 | 2009 | 2012 | 2014 | 2017 | 2019 | 2022 | 2024 |